# Tasso Jereissati
Tasso Ribeiro Jereissati (Fortaleza, 15 de dezembro de 1948) é um administrador, empresário e político brasileiro filiado ao Partido da Social Democracia Brasileira. Com base no Ceará, foi eleito três vezes governador e duas vezes senador.
Nascido na capital cearense Fortaleza, é filho de Maria de Lourdes Ribeiro Jereissati e Carlos Jereissati, industrial que havia exercido cargos de deputado federal e senador pelo estado. É formado em Administração de empresas pela Fundação Getúlio Vargas, líder empresarial e governou o estado do Ceará em três gestões: 1987–1991, 1995–1999 e 1999–2002. Eleito senador da república pelo PSDB em outubro de 2002, com 1.915.781 votos, Tasso Jereissati exerceu o mandato no período de 2003 a 2011. Como candidato nas eleições de 2010 ao Senado, não conseguiu ser reeleito, sendo a primeira vez que perdeu uma eleição.
Na condição de uma das principais lideranças nacionais do PSDB, Tasso Jereissati foi presidente nacional do Partido em duas oportunidades: 1991 a 1993 e 2005 a 2007. No seu primeiro mandato, exerceu importante papel na consolidação da candidatura de Fernando Henrique Cardoso à Presidência da República. Em 27 de maio de 2011, assumiu a presidência nacional do Instituto Teotônio Vilela, órgão de formação política do PSDB, o qual coordenou até 15 de julho de 2015. Em 2014, voltou à política como candidato a senador do Ceará, numa aliança com Eunício Oliveira. Foi eleito senador outra vez, com 2.314.796 votos, correspondendo a 58,06% dos votos válidos.

## Biografia
Nascido em 15 de dezembro de 1948, em Fortaleza, Tasso Jereissati é filho do senador Carlos Jereissati, falecido em 1963, e de Maria de Lourdes Ribeiro Jereissati, falecida em 2006. Com a morte do pai, foi orientado pela mãe para as atividades na empresa da família, formando-se em administração de empresas pela Fundação Getúlio Vargas. Tasso é neto de neto de imigrantes sírio-libaneses.
Em 1973, casou-se com Renata Queiroz, filha do empresário Edson Queiroz, e, no ano seguinte, como diretor do Grupo Jereissati no estado, inaugurou o primeiro shopping center de Fortaleza, o Shopping Center Um.
No fim dos anos 70, integrou um grupo de jovens empresários preocupados com a crise institucional que ameaçava alongar o período autoritário. Presidiu o Centro Industrial do Ceará – CIC, transformado na época em fórum de debates das questões econômicas, sociais e políticas da região e do país.
Em 1982, Tasso inaugurou o Iguatemi Fortaleza, que foi o primeiro grande shopping do Ceará.
Em maio de 2011, o Grupo Jereissati, por intermédio da holding Calila, lançou o Shopping Bosque dos Ipês, na cidade de Campo Grande, no Mato Grosso do Sul. Tal empreendimento marcou o início do processo de expansão de shopping centers do Grupo Jereissati.

## Carreira política

### Governo do Ceará (1987–1991)
Em 1986, Tasso Jereissati, então com 38 anos, começou a liderar o chamado "Governo das Mudanças" do Ceará, assumindo a narrativa de ruptura com o clientelismo e assistencialismo. Foi eleito governador pelo Partido do Movimento Democrático Brasileiro (PMDB). No entanto, no início do mandato, participou da criação do PSDB no Ceará, partido para o qual migraria.
Implantou um projeto de moralização, austeridade e transparência na gestão pública, sendo o seu governo reconhecido pela UNICEF como modelo no combate à mortalidade infantil e pela ONU, como o estado brasileiro que mais cresceu no Índice de Desenvolvimento Humano (IDH). O Ceará, no seu governo, sofreu grandes mudanças políticas, e, por isso, tal período ficou marcado pela denominação de "Projeto das Mudanças".
Conforme lembra o jornalista Egídio Serpa, o jovem Tasso se deparou com uma realidade de terríveis índices de pobreza, concentração de renda e fome, além de uma verdadeira "falência do tesouro estadual (toda a receita não era suficiente para pagar a folha do pessoal, três meses atrasada: faltavam ainda 20% do seu valor)".
Gilberto Dimenstein, em coluna na Folha de S.Paulo, lembra que o primeiro governo de Tasso representou um "projeto pioneiro de agentes de saúde", que foi reconhecido e premiado. "Em pouco tempo, os índices de mortalidade infantil despencaram 30%, com baixos investimentos. Anos depois o agente comunitário foi encampado nacionalmente e foi um dos responsáveis pela baixa dos índices de mortalidade infantil". Esse tipo de política pública foi continuada nos governos que sucederam essa primeira experiência, aprimorando e ampliando a cobertura de saúde e assistência social.
Com boa aprovação do mandato, Tasso colaborou na vitória de Ciro Gomes para governador do Ceará nas Eleições de 1990. Sem disputar eleições naquele ano, Tasso Jereissati voltou a atuar na iniciativa privada e passou a ser Presidente Nacional do PSDB.

### Presidência Nacional do PSDB (1991–1994)
Em 1991, Tasso Jereissati foi escolhido para presidir nacionalmente o PSDB. Foi o primeiro nordestino a exercer a função. Antes dele, o PSDB havia sido presidido por uma Comissão Provisória composta por políticos de São Paulo, Minas Gerais e Paraná (1989) e pelo ex-governador Franco Montoro (1989-1991).
Durante a crise do Governo Collor, Fernando Henrique Cardoso foi convidado para ser ministro das Relações Exteriores e Tasso foi convidado para o Ministério de Minas e Energia. No entanto, o PSDB decidiu atuar na oposição.
Para as eleições de 1994, antes de vingar a pré-candidatura de Fernando Henrique Cardoso, Tasso foi considerado pelos "tucanos" (membros do PSDB) para ser o candidato a vice na chapa presidencial de Luiz Inácio Lula da Silva.
Anos depois, após a crise do mensalão, Tasso voltou a ocupar a presidência nacional do partido entre 2005 e 2007 e organizou a campanha de Geraldo Alckmin para a presidência.

### Governo do Ceará (1995–2002)
Em 1994, agora Presidente nacional do Partido da Social Democracia Brasileira (PSDB), foi novamente eleito governador do Ceará em primeiro turno. Deu prosseguimento aos programas sociais implantados na primeira gestão e avançou com a implantação do Plano de Desenvolvimento Sustentável, visando à proteção ambiental, reordenamento do espaço, capacitação da população, geração de emprego e renda e estímulo à cultura, ciência e tecnologia. 
Com bons resultados, conseguiu ser reeleito com para o terceiro mandato em 1998, com a maior votação durante a vigência da Constituição de 1988 (62,72% dos votos válidos - recorde batido por Camilo Santana do PT em 2018 que teve mais de 70%). Tornou-se o segundo político a governar o Estado por três vezes em quase 110 anos de história republicana (o primeiro foi Antonio Pinto Nogueira Acioli).
Foram marcas dos governos Tasso ações de impacto social e econômico como o Açude do Castanhão, Complexo Portuário do Pecém, expansão do Aeroporto Internacional Pinto Martins, Centro Cultural Dragão do Mar, reforma do Estádio Castelão, Canal da Integração, rodovias, eletrificação, início das obras do Metrofor, ligação à rede de esgoto de milhares de lares com os projetos Sanear I e II, Projeto São José de produção no campo e melhoria de renda, entre outras. O Ceará  beneficiou-se da credibilidade e do prestígio no país e no exterior, passando a ser referência pelo modelo administrativo e político adotado a partir dos Governos das Mudanças.

### Pré-candidatura presidencial em 2002
Em 2001, alguns dos principais nomes do PSDB começaram a se movimentar para a sucessão do então presidente Fernando Henrique Cardoso nas eleição presidencial de 2002. Diante dos problemas de saúde do então governador de São Paulo, Mário Covas, outros nomes começaram a ganhar força: o Ministro de Saúde José Serra, o Ministro da Educação Paulo Renato Souza e o governador do Ceará Tasso Jereissati. Ainda no final do ano 2000, Mário Covas passou a defender que o candidato a Presidente da República pelo PSDB deveria ser Tasso, dentre outros motivos porque poderia vir a neutralizar a candidatura de Ciro Gomes pelo PPS.
Enquanto o pré-candidato Serra defendia maior aproximação entre PSDB e PMDB, Tasso passou a fazer críticas frequentes à equipe econômica do governo FHC, inclusive em sua participação no Fórum Econômico Mundial realizado em Davos. Dessa forma, Tasso passou a buscar maior aproximação com o PFL e ACM e passou a defender a realização de prévias em seu partido para a escolha do candidato a presidente. Tais fatos foram acentuados na eleição para presidente do Senado Federal em que o candidato vitorioso Jader Barbalho (PMDB) foi apoiado por Serra e FHC enquanto Antônio Carlos Magalhães (PFL) foi apoiado por Tasso. Tasso era visto como o governador que venceu o coronelismo do Ceará e seria opção de uma agenda mais liberal diante das ideias mais à esquerda do outro pré-candidato, José Serra. Entretanto, Serra criticava a visão econômica de Tasso, afirmando que esta seria bastante atrasada e baseada em fortes subsídios federais para desenvolver de forma planejada a região nordeste e diminuir as desigualdades sociais. Naquele ano, Serra acabou sendo o escolhido pelo PSDB para disputar a Presidência, mas foi derrotado por Luiz Inácio Lula da Silva. Tasso disputou o Senado.

### Senado (2003–2011)
Em 2002, Tasso elegeu-se senador pelo estado do Ceará com mais de 1.915.000 votos (31,5%), na mesma coligação que também elegeu a senadora Patrícia Saboya Gomes (PPS) e elegeu Lúcio Alcântara governador pelo PSDB. No Congresso, seu primeiro discurso foi sobre os rumos do governo Lula, anunciando que sua atuação parlamentar seria a de “oposição propositiva”. Assumiu o comando dos debates sobre a violência, criando a Subcomissão de Segurança Pública. Dela, resultaram várias medidas na área, inclusive a Lei que permitiu a tomada de audiências de presos por videoconferência, entre outras. Apontado pelo Departamento Intersindical de Assessoria Parlamentar (Diap) como um dos senadores mais influentes, são de sua autoria inúmeras propostas relativas a temas como tributação, orçamento, saúde, educação, pesquisas com células-tronco, combate às desigualdades regionais, trabalho escravo, financiamentos agrícolas, entre outras.
Presidiu as Subcomissões de Desenvolvimento Regional e Reforma Tributária, sendo ainda titular das comissões de Constituição e Justiça e Assuntos Econômicos, além de suplente nas comissões de Infraestrutura, Desenvolvimento Regional e Relações Exteriores. Apresentou propostas à Reforma Tributária, Lei de Falências, Parcerias Público-Privadas e não hesitou em denunciar a corrupção de membros do governo e de sua base.

### Denúncias de corrupção
Os maiores escândalos envolvendo o nome de Tasso Jereissati foram aqueles ligando-o às suspeitas de desvio de verbas no BEC (Banco do Estado do Ceará, federalizado em 1999)  e na Sudene . No entanto, as investigações nunca conseguiram reunir indícios suficientes.
O caso do avião fretado com dinheiro do senado  teve ampla divulgação na mídia nacional, principalmente devido ao desentendimento no plenário com o senador Renan Calheiros, mas o senador apontou para a autorização dada pelo próprio Senado na época.

### Eleições de 2010
Nas eleições gerais de 2010, em que era candidato à reeleição para o Senado Federal, Tasso teve sua única derrota eleitoral.
O então Presidente Lula apoiou fortemente seus ex-ministros José Pimentel e Eunício Oliveira, em conjunto com a reeleição de Cid Gomes para o Governo. Após a apuração dos votos, em entrevista coletiva, visivelmente decepcionado com o resultado, anunciou que esta seria sua última disputa a um cargo político, mas que, entretanto, empenhar-se-ia em formar e fortalecer novos políticos para seu estado, e que é totalmente contra a forma de governar  de Cid Gomes. Com a derrota, o  PSDB mostrou recuo no Ceará, elegendo 8 prefeitos no estado, frente a 54 nas eleições municipais ocorridas em 2008.
Apesar de se afastar temporariamente da política, em 2011, foi eleito presidente do Instituto Teotônio Vilela e foi indicado para integrar o Conselho Estratégico da Federação das Indústrias do Estado de São Paulo (FIESP) e o Conselho Estratégico da Federação das Indústrias do Estado do Ceará (FIEC).

### Retorno à política e eleições de 2014
Em 2014, retornou a vida política, coordenando no Nordeste a campanha de Aécio Neves à Presidência da República. Tasso, anteriormente, havia sido cotado ao cargo de vice-presidente de Aécio. Aloysio Nunes Ferreira foi, no entanto, escolhido para a vaga, e Tasso voltou a ser candidato ao Senado Federal pelo Ceará, numa dobradinha com Eunício Oliveira (PMDB), que se candidatou a Governador do Ceará tendo como vice Roberto Pessoa (PR), um dos principais aliados de Tasso no estado.
Tasso venceu o pleito, obtendo 2.314.796 de votos (58,06%) e derrotando o candidato Mauro Filho (que obteve 39,37% dos votos), que era apoiado pelo governador em exercício, Cid Gomes, e pela presidente Dilma Rousseff.
No segundo turno, Tasso foi o principal cabo eleitoral de Aécio Neves, estando presente nos movimentos da militância tucana em Fortaleza e no Ceará inteiro. Ele tinha uma meta pessoal, de conseguir no estado, majoritariamente eleitor do PT, um milhão de votos. Aécio conseguiu 1.067.096 votos (23,25%) no estado.

### Senado (2015–2023)
Em 2015, senador Tasso foi escolhido como membro titular das comissões de Assuntos Econômicos e Relações Exteriores e como membro suplente da Comissão de Desenvolvimento Regional e Turismo, e da Comissão Especial do Impeachment 2016.
Em dezembro de 2016, votou a favor da PEC do Teto dos Gastos Públicos. Em julho de 2017 votou a favor da reforma trabalhista.
Em 2017, foi eleito Presidente da Comissão de Assuntos Econômicos (CAE), e passou a integrar, como titular, o Grupo Parlamentar Brasil - Argentina, e como suplente, as Comissões de Desenvolvimento Regional e Turismo (CDR), Mista Permanente sobre Mudanças Climáticas (CMMC) e de Relações Exteriores e Defesa Nacional (CRE).
Em maio de 2017, após os escândalos envolvendo o senador Aécio Neves, Tasso assumiu interinamente a presidência do PSDB e passou a defender um maior distanciamento do governo de Michel Temer.
Em outubro de 2017, votou a favor da manutenção do mandato do senador Aécio Neves, derrubando decisão da Primeira Turma do Supremo Tribunal Federal no processo onde ele é acusado de corrupção e obstrução da justiça por solicitar R$ 2 milhões ao empresário Joesley Batista.
No dia 9 de novembro de 2017, foi destituído da Presidência Nacional do PSDB pelo presidente afastado do partido, Aécio Neves. Em seu lugar, foi indicado o ex-governador de São Paulo, Alberto Goldman, até a realização da eleição interna para a presidência do PSDB em 9 de dezembro.
Em novembro de 2018, o senador votou a favor do aumento de salário dos integrantes do STF, que gerará o reajuste de milhares de salários nos níveis federal, estadual e municipal, com impacto negativo estimado em 6 bilhões de reais/ano no orçamento nacional.
Em 2019, foi relator do Projeto que definiu o Cadastro Positivo, transformado em Lei no mês de julho com a sanção do Presidente da República. No mesmo ano, também exerceu a relatoria da Comissão Especial de acompanhamento da Reforma da Previdência, criada no Senado para acompanhar a discussão da matéria durante tramitação na Câmara dos Deputados e foi indicado relator da Reforma, no Senado. Com a aprovação do texto-base da nova Previdência e sua Promulgação da PEC pelo Congresso Nacional, no mês de novembro, Tasso Jereissati apresentou Proposta de Emenda à Constituição (PEC Paralela), na qual incluiu estados e municípios, propôs a criação do Benefício Universal Infantil e a garantia de benefícios aos mais pobres.
Exerceu a relatoria do Projeto de Lei 4.162/2019, aprovado na sessão remota de 24 de junho de 2020, e que trata do maco legal de saneamento básico. A nova legislação estabelece a universalização dos serviços de saneamento básico no país, abrindo a possibilidade de investimentos privados no setor. A nova Lei define a Agência Nacional de Águas - ANA - como a autarquia responsável pelas normas nacionais, que fará a revisão regulatória, dando segurança jurídica ao setor.

### Pré-candidatura presidencial para 2022
Para se contrapor às possíveis candidaturas do Presidente Jair Bolsonaro e do ex-Presidente Lula, diferentes partidos e políticos passaram a articular uma possível "terceira via".
Em abril de 2021, o Presidente Nacional do PSDB, Bruno Araújo, convidou publicamente Tasso para ser um dos pré-candidatos a Presidente da República. Inclusive, o comparou com Joe Biden, o novo Presidente dos Estados Unidos (Biden com 78 anos, Tasso com 72 anos), especialmente em razão da capacidade de Tasso para dialogar com partidos de Centro-direita e Centro-esquerda. A ideia ganhou força em algumas alas do PSDB e de outros partidos.
Tasso admitiu que poderia ser Pré-candidato e participar das Prévias, mas que somente seria candidato se seu nome permitisse uma união de centro multipartidária . Defendeu também que o candidato de centro poderia ser de outros partidos e não necessariamente do PSDB.

No dia 28 de setembro de 2021, Tasso desistiu formalmente de participar como pré-candidato nas Prévias do PSDB. Declarou também que apoiaria Eduardo Leite contra os candidatos João Dória e Artur Virgílio. Apesar do apoio, Leite saiu derrotado da disputa.